# San Vicente de la Sonsierra
San Vicente de la Sonsierra tỉnh và cộng đồng tự trị La Rioja, phía bắc Tây Ban Nha. Đô thị này có diện tích là 48,56 ki-lô-mét vuông, dân số năm 2009 là 1133 người với mật độ 23,33 người/km². Đô thị này có cự ly 35 km so với Logroño.